# 958 Асплінда
958 Асплінда (958 Asplinda) — астероїд головного поясу, відкритий 28 вересня 1921 року. Належить до групи Гільди.